# Veldhuizen (Utrecht)
Pour les articles homonymes, voir Veldhuizen.
Veldhuizen est un hameau situé dans la commune néerlandaise d'Utrecht, dans la province d'Utrecht.

## Histoire
La commune de Veldhuizen a été indépendante jusqu'au 1er janvier 1954. À cette date, elle fusionna avec les communes de Vleuten, Haarzuilens et Oudenrijn pour former la nouvelle commune de Vleuten-De Meern, qui a existé jusqu'en 2001.